# Гоньи, Эрнесто
Эрнесто Гоньи Амейхенда (исп. Ernesto Goñi Ameijenda; родился 13 января 1985 года, Монтевидео) — уругвайский футболист, выступавший на позиции защитника.

## Биография
Гоньи начал профессиональную карьеру в клубе «Расинг» из своего родного города. В 2007 году он дебютировал в уругвайской Примере. В начале 2010 года Гоньи на правах аренды перешёл в «Насьональ». 23 января в матче против «Серро-Ларго» он дебютировал за новую команду. 25 апреля в поединке против столичного «Феникса» Эрнесто забил свой первый гол за «Насьональ». Летом 2011 года Гоньи был вновь отдан в аренду, его новой командой стал аргентинский «Кильмес». 27 августа в матче против «Индепендьенте» он дебютировал в аргентинской Примере B. По итогам сезона Гоньи помог клубу выйти в элиту. 4 августа 2012 года в матче против «Бока Хуниорс» он дебютировал в аргентинской Примере. 4 ноября в поединке против «Колона» Эрнесто забил свой первый гол за «Кильмес».
Летом 2013 года Гоньи перешёл в «Эстудиантес». 3 августа в матче против «Арсенал» из Саранди он дебютировал за новый клуб. 17 августа 2014 года в поединке против «Индепендьенте» Эрнесто забил свой первый гол за «Эстудиантес».
В начале 2015 года Гоньи присоединился к «Тигре». 15 февраля в матче против «Крусеро-дель-Норте» он дебютировал за новую команду. 9 мая в поединке против «Лануса» Эрнесто забил свой первый гол за «Тигре». В начале 2016 года Гоньи перешёл в испанскую «Альмерию». 17 января в матче против «Кордовы» он дебютировал в испанской Сегунде. Летом Эрнесто вернулся в «Расинг». В начале 2017 года Гоньи присоединился к «Торке». 15 апреля в матче против «Депортиво Мальдонадо» он дебютировал в уругвайской Сегунде. 24 июня в поединке против «Вилья-Тереса» Эрнесто забил свой первый гол за «Торке».
В начале 2018 года Гоньи подписал контракт с «Дефенсор Спортинг». 4 февраля в матче против «Атенас» он дебютировал за новый клуб. В поединке против «Прогресо» Эрнесто забил свой первый гол за «Дефенсор Спортинг».